# Sel de lithium
Les sels de lithium constituent la base chimique d'un traitement stabilisateur de l'humeur, utilisé notamment dans le trouble bipolaire. Depuis leur introduction dans la pharmacopée psychiatrique, les sels de lithium ont été parmi les structures ioniques les plus étudiées dans la littérature médicale, les publications sur leur efficacité dans les troubles de l’humeur atteignant parfois une cinquantaine d’articles par an. En se basant sur ces données, les sels de lithium peuvent être considérés comme le seul traitement stabilisateur de l'humeur de référence actuellement disponible, si les critères stricts de définition d’un thymorégulateur sont respectés, à savoir une action anti-maniaque et anti-dépressive en aigu et en prophylaxie. C'est le traitement de première intention dans les troubles bipolaires.
À la Belle Époque, le cation lithium Li+ a déjà la réputation de dissoudre les concrétions d'urates, en particulier les concrétions sous-cutanées appelés tophi : c'est pourquoi les sels de lithium, à commencer par l'oxyde de lithium Li2O ou la lithine LiOH et leurs dérivés, sont disponibles en solutions aqueuses contre la goutte. La lithiase urinaire, ainsi que les différents symptômes goutteux ou rhumatismaux, sont soignés depuis longtemps par le benzoate de lithium, le citrate de lithium et le carbonate de lithium, pour ce dernier à des doses atteignant 0,5 g/j. Certaines eaux thermales ont aussi une réputation anti-goutteuse, en particulier à Châtel-Guyon, Contrexéville, Dax, La Bourboule, Luxeuil, Martigny, Royat, Saint-Nectaire, Santenay, Vichy et Vittel. L'analyse chimique a prouvé que ces eaux contenaient des ions lithium en quantités parfois notables.

## Description
L'élément chimique lithium, tout comme la lithine, dérive du terme grec lithos, qui signifie pierre parce que l'hydroxyde de lithium est extrait d'un minerai. C'est un élément chimique alcalin, proche du sodium et du potassium. Il est largement répandu dans la nature. L'organisme humain contient des quantités infimes de lithium. Il est prescrit en thérapeutique sous forme de sels (carbonate, sulfate ou acétate de lithium), essentiellement pour la prévention des rechutes des troubles de l’humeur (action thymorégulatrice, du grec thumos, humeur).

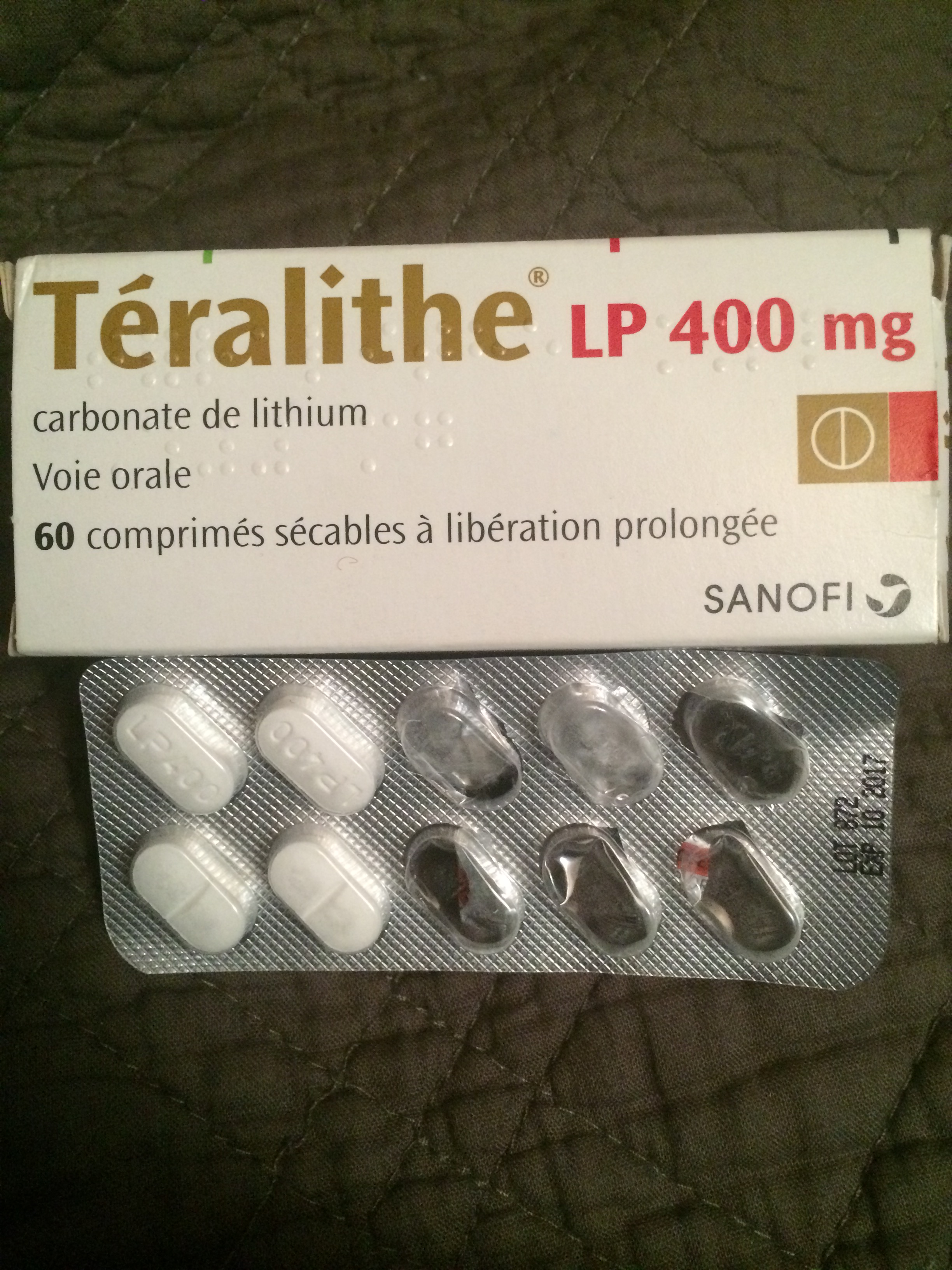
Boîte de Téralithe 400 mg à libération prolongée.

En France, il est commercialisé sous la forme de carbonate de lithium, sous le nom « Téralithe », comprimés dosés à 250 mg à libération immédiate et à 400 mg à libération prolongée. La forme gluconate de lithium en ampoules buvables est encore commercialisée.

## Historique des différents usages
La découverte, ou plutôt la distinction chimique, des sels de lithium a été faite en 1817 par un étudiant suédois du nom de Johan Arfwedson. Pourtant, il semble que l’utilisation des eaux alcalines ou lithiées dans le traitement de la manie, rapportée pour la première fois dans les écrits de Soranus d’Éphèse (IIe siècle av. J.-C.), remonte au Ve siècle av. J.-C.
L'élément lithium est utilisé en thérapeutique dès 1850 pour le traitement de la goutte et des rhumatismes après qu'Alexander Lipowitz démontre la solubilité dans l’eau de l’urate de lithium. La dose recommandée en 1857 par Alfred Baring Garrod devient dès lors un standard et apparait relativement sécuritaire puisque les intoxications au lithium ne sont pas cliniquement significatives et ce, en dépit de l’usage répandu du lithium en prophylaxie anti-rhumatismale. À la même époque, le bromure de lithium est utilisé comme sédatif. En 1871, Hammond recommande le bromure de lithium à titre de traitement des épisodes aigus de manie et de mélancolie, mais la dose prescrite est si élevée qu'elle peut entrainer une intoxication tant par le lithium que par le bromure. De 1880 jusqu’au début du XXe siècle, l’usage du lithium sous forme d’eau minérale se répand dans le public pour traiter de nombreux malaises. En 1907, 43 produits médicinaux contenant du lithium sont répertoriés dans le catalogue chimique nommé Merck Index et plusieurs effets secondaires (tels faiblesse généralisée, tremblements, diarrhée, vomissements, ataxie et dysarthrie) sont recensés. Les sels de lithium sont peu utilisés jusque vers la fin des années 1940.
À partir de 1948, les Américains ayant besoin d’une diète pauvre en sodium substituent le sel de table par une solution contenant 25 % de chlorure de lithium. L’usage des sels de lithium comme suppléments alimentaires est illimité. En 1949, après que plusieurs décès aient été rapportés chez des individus soumis à des diètes pauvres en sodium, la Food and Drug Administration ou FDA, interdit tout usage des sels de lithium, tant comme médicament que comme supplément alimentaire.
En 1949, John Cade, un psychiatre australien, met en évidence les effets bénéfiques du carbonate de lithium dans la phase maniaque de la psychose maniaco-dépressive. La dose recommandée s’avère efficace contre la manie, mais trop élevée et administrée trop longtemps au point de causer des intoxications graves. Durant la décennie suivante, plusieurs rapports confirment les découvertes de Cade, la plupart de ces rapports venant de France[réf. nécessaire].
En raison de la toxicité du lithium, la thérapeutique est ignorée jusqu’au milieu des années 1950. En 1954, Mogens Schou mesure le lithium dans le sang des sujets traités afin d’établir le seuil de toxicité. En 1967 est proposée la dose thérapeutique de référence, 0,6 à 1,3 mmol/L. En 1971, la FDA américaine autorise son utilisation dans le traitement de la maladie bipolaire.

## Régulateur d'humeur
Le lithium est devenu le régulateur de l’humeur le plus utilisé dans le traitement des troubles bipolaires, mais il n'agit efficacement que pour moins des trois-quarts des patients atteints de bipolarité, et il est plus efficace dans la prévention des phases maniaques que dans celle des phases dépressives.
Il diminue le risque de suicide et les conduites d'automutilation. Le lithium réduit aussi l'impulsivité hétéroagressive. L'efficacité de ce médicament a une composante génétique.

### Mécanisme d'action sur la psyché
Le mécanisme par lequel le lithium peut autant amoindrir les phases maniaques que les phases dépressives des troubles bipolaires est mal compris :
- il pourrait altérer le transport du sodium à travers la membrane cellulaire et modifier ainsi la conduction nerveuse ;
- il pourrait augmenter aussi l'activité du système sérotoninergique ;
- il pourrait enfin agir sur un système de second messager dans le neurone post-synaptique ; en effet, certains neurotransmetteurs, lorsqu’ils se fixent sur leur récepteur post-synaptique, déclenchent une cascade de réactions biochimiques, dont l’une implique le second messager phosphatidylinositol; le lithium inhiberait l’enzyme chargée de transformer l’inositol phosphate en inositol libre, d'où une accumulation d’inositol phosphate qui pourrait avoir de nombreux effets dans le neurone post-synaptique.

### Difficulté et risques lié à la toxicité du lithium
La principale difficulté liée aux usages thérapeutiques du lithium est sa toxicité et donc son dosage. Il doit être très précis pour minimiser ses effets secondaires pouvant aller de la nausée, la diarrhée, la perte d’appétit ou la soif, à l’insuffisance rénale. Si le traitement au lithium est de longue durée, les sels de lithium peuvent se déposer dans les reins et obstruer les tubes collecteurs et contournés, et entraîner de très graves ennuis rénaux.

## Effets indésirables

### Effets indésirables très fréquents (> 10% d'incidence)
Sources,,,,,,.
- Confusion
- Constipation (généralement passagère)
- Mémoire altérée
- Diarrhée (généralement passagère)
- Bouche sèche
- Changements de l'ECG, modifications généralement bénignes des ondes T
- Tremblement de main (généralement passager)
- Mal de tête
- Hyperréflexie, réflexes hyper-réactifs
- Leucocytose, nombre élevé de globules blancs
- Faiblesse musculaire (généralement passagère)
- Myoclonie, contraction musculaire
- Nausée (généralement passagère)
- Polydipsie, augmentation de la soif
- Polyurie, augmentation de la miction
- Souffrance rénale pouvant entraîner une insuffisance rénale chronique[14]
- Vomissements (généralement passagers)
- Vertige
- Prise de poids[15]

### Effets indésirables courants (1 à 10% d'incidence)
- Effets dermatologiques (dose-dépendant)[16] : acné, exacerbation d'acné et de psoriasis préexistants[17], plutôt[18] plutôt chez les hommes (sex-ratio qui pourrait simplement refléter le risque plus élevée d'acné chez les adolescents que chez les adolescentes, sans doute en raison de l'influence de la testostérone. 
Un psoriasis modéré à sévère est une contre-indication au lithium[16].
- Effets secondaires extrapyramidaux, problèmes liés au mouvement tels que rigidité musculaire, parkinsonisme, dystonie.
- Goitre euthyroïdien, formation d'un goitre malgré un fonctionnement thyroïdien normal
- Hypothyroïdie, carence en hormone thyroïdienne[15]
- Perte ou amincissement des cheveux
- prise de poids (1 à 2 kg)[19], qui peut être un facteur de dépréciation pour les personnes déprimées[20].

En plus des tremblements, le traitement au lithium semble être un facteur de risque de développement des symptômes du parkinsonisme, bien que le mécanisme causal soit inconnu.
La plupart des effets secondaires du lithium étant dépendants de la dose, la dose efficace la plus faible doit être utilisée, pour limiter le risque d'effets secondaires.

### Hypothyroïdie
Le taux d'hypothyroïdie est environ six fois plus élevé chez les personnes qui prennent du lithium. De faibles niveaux d'hormones thyroïdiennes augmentent à leur tour la probabilité de développer une dépression. Les personnes prenant du lithium doivent donc être systématiquement évaluées pour l'hypothyroïdie et traitées avec de la thyroxine synthétique si nécessaire.
Parce que le lithium entre en compétition avec les récepteurs de l'hormone antidiurétique dans le rein, il augmente la production d'eau dans l'urine et le risque d'un diabète insipide néphrogénique. La filtration du lithium par les reins est généralement rendue efficace avec certains médicaments diurétiques, tels l'amiloride et le triamtérène.
Le lithium augmente l'appétit et la soif (polydypsie) et réduit l'activité de l'hormone thyroïdienne (hypothyroïdie),. Cette dernière peut être corrigée par un traitement à la thyroxine et ne nécessite pas d'ajustement de la dose de lithium. Le lithium affecte la fonction rénale, sans que cela soit courant.

### Grossesse et allaitement
Le lithium est tératogène, provoquant des malformations congénitales chez un petit nombre de nouveau-nés. Plusieurs études rétrospectives montrent l'augmentation du taux de la malformation cardiaque congénitale connue sous le nom d'anomalie d'Ebstein, si le lithium est pris en cours de grossesse,. En conséquence, l'échocardiographie fœtale est systématiquement réalisée chez les femmes enceintes prenant du lithium pour exclure la possibilité d'anomalies cardiaques. La lamotrigine est une alternative au lithium chez la femme enceinte pour le traitement de la dépression bipolaire aiguë ou pour la prise en charge des patientes bipolaires d'humeur normale. La gabapentine et le clonazépam sont également indiqués. L'acide valproïque et la carbamazépine sont en revanche associés à la tératogénicité.
Bien que le lithium semble sûr pendant l'allaitement, un certain nombre de sources le contre-indiquent, en particulier le British National Formulary.

### Dysfonctions sexuelles
Elles sont depuis longtemps suggérées mais ont été peu étudiées avant la fin du XXe siècle.
En 1992, Ghadirian et al. suggèrent  que la dysfonction sexuelle chez les patients traités au lithium n'est présente que chez ceux de ces patients prenant aussi des benzodiazépines.
Zuncheddu et Carpiniello (2006), après avoir comparé un groupe de témoins sains appariés selon l'âge, et des patients bipolaires stables sous lithium concluent que le traitement pourrait induire une diminution de la libido et de la satisfaction sexuelle chez les patients traités.
On sait que la dysfonction sexuelle est un problème très courant dans la population générale, et qu'elle peut notamment être due à l'humeur dépressive, et faire partie des symptômes de la dépression, mais qu'elle est aussi parfois d'origine iatrogène (c'est-à-dire induite par certains médicaments, dans ce cas psychotropes : antidépresseurs et antipsychotiques notamment, qui ont souvent un effet inhibiteur de la fonction sexuelle).
En 2015, moins de vingt études épidémiologiques s'étaient penchées sur ce sujet (selon une revue de la littérature publiée cette année-là par Elnazer et al.) l'une de ces études (la plus récente alors ; publiée par Grover et al. en 2014) concluait que 37 % des bipolaires euthymiques traités au lithium subissaient un dysfonctionnement sexuel dans plusieurs domaines sexuels.
Peu d'essais thérapeutiques ont visé à réduire cette dysfonction sexuelle associée au lithium ; avant 2015 un seul essai contrôlé avait été fait, par Saroukhani et al. qui concluait que l'aspirine (à raison de 240 mg/j) était plus efficace qu'un placebo pour réduire la dysfonction sexuelle globale et notamment améliorer la dysfonction érectile. 
Les inhibiteurs de la phosphodiestérase 5 (reconnus comme efficaces contre la dysfonction sexuelle induite par les ISRS chez les hommes et les femmes par Nurnberg et al. en 2003 puis en 2008) peut aider des patients vivant des difficultés sexuelles associées au lithium, notamment si la diminution de l'excitation sexuelle joue un rôle important dans leur cas).

### Dommages aux reins
Le lithium peut causer des lésions rénales,. Une sous-capacité de la concentration urinaire est constatée chez 50% au moins des individus sous lithothérapie: c'est le diabète insipide néphrogénique induit par le lithium,. L'utilisation continue du lithium peut entraîner une insuffisance rénale chronique, retrouvée chez environ un tiers des personnes sous traitement prolongé au lithium. Certaines formes de lésions rénales causées par le lithium peuvent être progressives et entraîner une insuffisance rénale terminale.

### Syndrome malin des neuroleptiques
Le syndrome malin des neuroleptiques est un effet secondaire grave mais très rare de la prise de neuroleptiques, qui survient chez moins de 0.05% des personnes suivant un tel traitement. La prise conjointe de lithium et d'un traitement neuroleptique est un facteur de risque connu de survenue de ce syndrome.